# CiviCRM
CiviCRM (укр. сі-ві-сі-ар-ем) — це система для управління відносинами з клієнтами, яка має відкритий вихідний код. CiviCRM спеціально розроблена для потреб неприбуткових, неурядових чи політичних організацій. CiviCRM призначена для управління інформацією про учасників організації, організаторів подій, учасників політичних партій, громадських організацій, шукачів грантів та спонсорів, а також для звичайного управління базою контактів. До цієї бази контактів відносяться волонтери, активісти, виборці, а також більш загальні види ділових контактів, такі як співробітники, клієнти або постачальники, контактною інформацією яких можна керувати за допомогою CiviCRM.

## Опис
Основні напрямки роботи CiviCRM — це управління контактами, відносинами, діяльністю, групами, тегами та дозволами. Ці всі категорії відстежуються за допомогою різних сервісів CiviCRM:
- внески — CiviContribute,
- заходи — CiviEvent,
- членські внески — CiviMember,
- стандартні порядки роботи — CiviCase,
- гранти — CiviGrant,
- кампанії та проекти  — CiviCampaign,
- петиції — CiviPetition,
- масові розсилки — CiviMail,
- звіти — CiviReport.[3]

CiviCRM підтримується будь-якою системою керування вмістом, зокрема Backdrop CMS, Drupal, Joomla! або WordPress (CMS), і підтримується багатьма хостинг компаніями і професійними сервісами. Обидві: і Drupal, і Joomla! використовують у своїй внутрішній роботі CiviCRM. Ліцензія CiviCRM є GNU AGPL 3.
Остання версія CiviCRM підтримується Backdrop CMS, Drupal 7, Joomla 3.x і WordPress. Існує широке і зростаюче число інтеграційних модулів з цими CMS, щоб використовувати свої переваги. Велика кількість функцій доступна для включення в HTML або текстові повідомлення електронної пошти, або для створення PDF-файлів для друку. Підтримувані формати інтеграції даних включають RSS, JSON, XML і CSV. Підтримувані інтерфейси програмування включають в себе REST, серверний PHP і клієнтський JavaScript API, CMS-агностичні рамки розширень і Drupal-стилі.
На програмному забезпеченні є дві книги. На сайті проекту доступна велика документація адміністратора, розробника та користувача. Є також активні форуми і канал IRC.
CiviCRM використовується багатьма великими ГО, включаючи Amnesty International, Creative Commons, Фонд вільного програмного забезпечення, CERN і Фонд Вікімедіа для збору коштів і їх фандрейзингових кампаній. Є також випадки використання дуже великих наборів даних однією компанією, яка стверджує, що створила CiviCRM з набором понад 3 мільйони складових. CiviCRM також використовується компанією Kabissa для забезпечення CRM можливостей для понад 1500 організацій, в основному в Африці.
Завантажити CiviCRM можна на SourceForge, де CiviCRM навіть було номіновано «проектом місяця» за січень 2011 року.
Для цієї CRM системи у травні 2018-го року компанією Agiliway [Архівовано 5 жовтня 2021 у Wayback Machine.] було розроблено першу версію CiviMobile — нативного мобільного додатку для CiviCRM, що дозволяє членам організації мати доступ до своїх баз даних з CiviCRM в будь-якому місці та в будь-який час. Додаток надає громадським організаціям можливість керувати своїми контактами, календарем, справами, заходами, зустрічами та подіями зі своєї бази даних з CiviCRM. Гнучкість CiviMobile дозволяє учасникам зареєструвати інших для події, отримати унікальний QR-квиток та зісканувати цей квиток спеціальним мобільним QR-сканером. Користувачі CiviMobile мають можливість зареєструватися на подію, перевірити стан свого членства в організації та при необхідності поновити його. Мобільний додаток дозволяє членам організації відстежувати всі контактні платежі та пожертви на мобільному пристрої. Agiliway випустила восьму версію програми в жовтня 2024 року.

## Подальше читання
- Різні автори: CiviCRM manual. Безкоштовна книга (GPL) з посібників FLOSS (1-е вид. Травень 2009, 2-е видання. Травень 2010, 3-е вид. Березень 2011 р.). Охоплює основні функціональні можливості CiviCRM для контактів (окремих осіб, домогосподарств і організацій), відносин і заходів, а також чотирьох основних модулів: CiviContribute, CiviEvent, CiviMail і CiviMember.
- Безкоштовні онлайн книги на Книгах CiviCRM [Архівовано 6 червня 2012 у Wayback Machine.]
- Джозеф Мюррей і Брайан Шонессі: Використання CiviCRM [Архівовано 2 серпня 2014 у Wayback Machine.]. Видавництво Packt. Розробка та впровадження повністю функціонального, систематичного CRM-плану для вашої організації Використання CiviCRM.